# Masters of Sex
Masters of Sex es una serie de televisión estadounidense creada por Michelle Ashford, basada en la biografía de los investigadores en ginecología y sexología"Masters y Johnson": William Masters y Virginia Johnson, interpretados por Michael Sheen y Lizzy Caplan, respectivamente, y cuyos eventos suceden entre los años 1950 y 1960 en Estados Unidos. 
La serie está basada en el libro escrito por Thomas Maier: Masters of Sex: La pareja que enseñó a América cómo amar. Vida y época del ginecólogo William Masters y la sexóloga Virginia Johnson.

#### Reconocimientos
La serie ha recibido numerosos premios de la crítica, incluyendo una nominación al Globo de Oro a la Mejor Serie Dramática, por el American Film Institute en 2013.

#### Temporadas
- Primera: Se estrenó el 29 de septiembre de 2013 en Showtime.[3](12 episodios)
- Segunda: Se estrenó el 13 de julio de 2014. (12 episodios)
- Tercera: Se estrenó el 12 de julio de 2015.[4] (12 episodios)
- Cuarta: Se estrenó el 11 de septiembre de 2016. [5] (10 episodios)

La serie fue cancelada por Showtime el 30 de noviembre de 2016, tras cuatro temporadas.

## Argumento
Ambientada en la década de 1950 hasta principios de 1960, la serie explora la investigación y la relación entre el Dr. William Masters (Michael Sheen) y Virginia Johnson (Lizzy Caplan), dos investigadores pioneros de la sexualidad humana en la Universidad de Washington en San Luis, Misuri.

## Elenco

### Principales
| Actor              | Personaje          | Temporadas   | Temporadas   | Temporadas   | Temporadas   |
| Actor              | Personaje          | 1            | 2            | 3            | 4            |
| ------------------ | ------------------ | ------------ | ------------ | ------------ | ------------ |
| Michael Sheen      | William Masters    | Protagonista | Protagonista | Protagonista | Protagonista |
| Lizzy Caplan       | Virginia Johnson   | Protagonista | Protagonista | Protagonista | Protagonista |
| Caitlin Fitzgerald | Libby Masters      | Protagonista | Protagonista | Protagonista | Protagonista |
| Teddy Sears        | Dr. Austin Langham | Protagonista | Protagonista | Recurrente   |              |
| Nicholas D'Agosto  | Dr. Ethan Haas     | Protagonista | Recurrente   |              |              |
| Annaleigh Ashford  | Betty DiMello      | Recurrente   | Protagonista | Protagonista | Protagonista |

### Recurrentes
| Actor              | Personaje              | Temporadas | Temporadas | Temporadas | Temporadas |
| Actor              | Personaje              | 1          | 2          | 3          | 4          |
| ------------------ | ---------------------- | ---------- | ---------- | ---------- | ---------- |
| Beau Bridges       | Barton Scully          | Recurrente | Recurrente | Recurrente |            |
| Allison Janney     | Margaret Scully        | Recurrente | Recurrente | Recurrente |            |
| Rose McIver        | Vivian Scully          | Recurrente | Recurrente |            |            |
| Heléne Yorke       | Jane Martin            | Recurrente | Recurrente | Recurrente |            |
| Kevin Christy      | Lester Linden          | Recurrente | Recurrente | Recurrente | Recurrente |
| Julianne Nicholson | Dra. Lillian DePaul    | Recurrente | Recurrente |            |            |
| Ann Dowd           | Estabrooks Masters     | Recurrente | Recurrente |            |            |
| Mather Zickel      | George Johnson         | Recurrente | Recurrente | Recurrente |            |
| Cole Sand          | Henry Johnson          | Recurrente | Recurrente |            |            |
| Isabelle Fuhrman   | Tessa Johnson          | Recurrente | Recurrente |            |            |
| Greg Grunberg      | Gene Moretti           | Recurrente | Recurrente |            |            |
| Finn Wittrock      | Dale                   | Recurrente |            |            |            |
| Betsy Brandt       | Barbara Sanderson      |            | Recurrente |            |            |
| Christian Borle    | Francis Masters Jr.    |            | Recurrente |            |            |
| Keke Palmer        | Coral                  |            | Recurrente |            |            |
| Jocko Sims         | Robert Franklin        |            | Recurrente |            |            |
| Sarah Silverman    | Helen                  |            | Recurrente | Recurrente | Recurrente |
| Courtney B. Vance  | Dr. Charles Hendricks  |            | Recurrente |            |            |
| Danny Huston       | Dr. Douglas Greathouse |            | Recurrente |            |            |
| Artemis Pebdani    | Flo Packer             |            | Recurrente |            |            |
| Adam Arkin         | Shep Tally             |            | Recurrente |            |            |
| Isabelle Fuhrman   | Tessa Johnson          |            |            | Recurrente | Recurrente |
| Josh Charles       | Daniel Logan           |            |            | Recurrente |            |
| Tate Donovan       | Graham                 |            |            | Recurrente |            |
| Julie Ann Emery    | Jo                     |            |            | Recurrente |            |
| Emily Kinney       | Nora Everett           |            |            | Recurrente |            |
| Jaeden Lieberher   | Johnny Masters         |            |            | Recurrente | Recurrente |
| Noah Robbins       | Henry Johnson          |            |            | Invitado   |            |

## Episodios
| Temporada | Temporada | Episodios | Emisión original         | Emisión original         |
| Temporada | Temporada | Episodios | Primera emisión          | Última emisión           |
| --------- | --------- | --------- | ------------------------ | ------------------------ |
|           | 1         | 12        | 29 de septiembre de 2013 | 15 de diciembre de 2013  |
|           | 2         | 12        | 13 de julio de 2014      | 28 de septiembre de 2014 |
|           | 3         | 12        | 12 de julio de 2015      | 27 de septiembre de 2015 |
|           | 4         | 10        | 11 de septiembre de 2016 | 13 de noviembre de 2016  |

## Desarrollo y producción

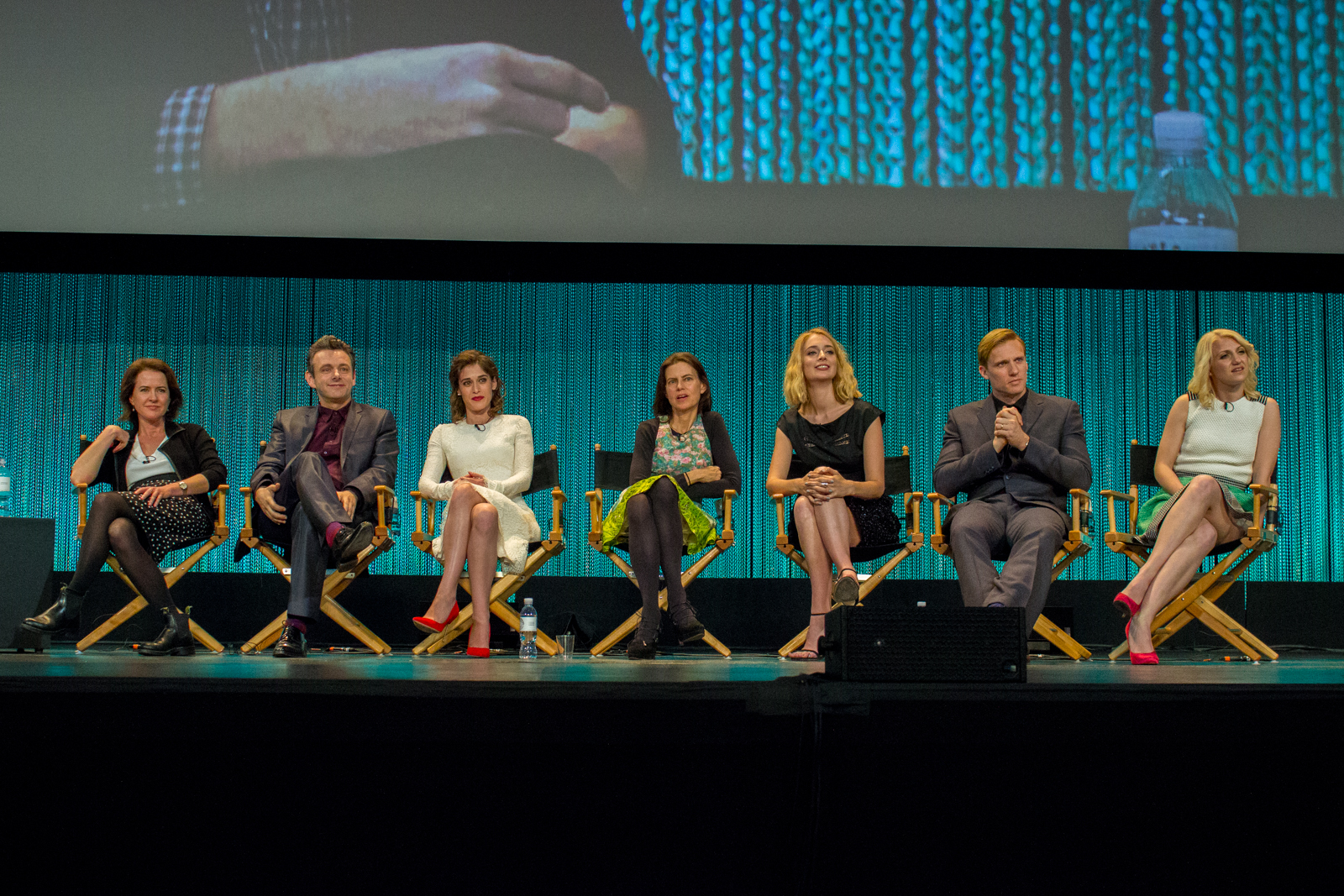
Protagonistas de Masters off Sex durante el casting de selección para el show

Showtime ordenó el piloto para Masters of Sex en agosto de 2011 y dio luz verde para la serie en junio de 2012. La primera temporada está compuesta por doce episodios.
La escritora y showrunner Michelle Ashford fue productora ejecutiva de Masters of Sex. Tuvo a cargo el casting de la mayoría de los personajes femeninos, aunque según ella, esto no fue intencionado.
Ashford creó el personaje de Barton Scully a partir de la combinación de varios hombres que conocía. Uno de ellos era gay, pero no era el hombre que actuó como rector durante el estudio inicial de Masters.

### Curiosidades
El experto en utilería Jeffrey Johnson señaló la dificultad de obtener información precisa sobre los dispositivos sexuales de ese período de tiempo. "Eran tan tabú que era difícil encontrar dibujos de investigación. Ni siquiera se ponen por escrito". Obtuvo algunos vibradores vintage y consoladores para uso en la serie, junto con la adquisición de preservativos fabricados en la época (que no tenían las puntas de los yacimientos de preservativos modernos). 
Johnson diseñó "Ulises", un consolador transparente con cámara conectada que fue usado por primera vez en el episodio piloto, a partir de cero, junto con un kit de dimensionamiento de diafragma, visto en episodios posteriores. Annaleigh Ashford, quien tiene un papel recurrente en la primera temporada como Betty DiMello, fue ascendida a papel principal en la segunda temporada.

## Recepción

### Crítica
La primera temporada de Masters of Sex recibió elogios de la crítica. Basada en 49 comentarios recogidos por Rotten Tomatoes, la primera temporada recibió un índice de aprobación del 90% de los críticos, con un promedio de calificación de 8.4 sobre 10. El consenso del sitio dice: "Masters of Sex cuenta con actuaciones inteligentes, dirección hábil y seductora, llena de matices, e impecable decoración de época". Metacritic le dio a la primera temporada una puntuación de 85 sobre 100, a partir de 32 revisiones. El Instituto de Cine Estadounidense la nombró una de las diez mejores series de televisión de 2013.
Matt Roush, de TV Guide, escribió: "No hay nada más fascinante o entretenido que esta nueva serie en esta temporada de otoño." Diane Werts, de Newsday, le dio una nota "A", halagando la serie por su uso del humor y afirmando: "su hábil equilibrio de alcance épico y la humanidad caprichosa", así como por las buenas actuaciones de los actores y su creadora Michelle Ashford en la "escena de establecimiento de secuencias de comandos". 
David Wiegand, del San Francisco Chronicle, elogia sobre todo las actuaciones, llamándolas "extraordinarias" y "sorprendentes", y destacó los "directores de primer nivel, entre ellos Michael Apted y John Madden". Hank Stuever de The Washington Post escribió que después de los dos primeros episodios, "los personajes se vuelven mejores y más complejos, la historia se vuelve sólida, cosas extrañas comienzan a suceder y ahora no puedo esperar a ver cómo se desarrollan sus tramas entrelazadas". Alan Sepinwall de Hitfix elogió a los protagonistas Michael Sheen y Lizzy Caplan, a quienes califica de "excelentes", diciendo que "Masters of Sex es el nuevo y mejor espectáculo de la caída por un largo trecho".
Es también una anomalía refrescante: un drama de cable de prestigio que no se siente como una recombinación de elementos procedentes de 15 espectáculos que lo preceden.
La segunda temporada también ha recibido elogios de la crítica, iguales o mayores que la primera temporada. Recibió una puntuación de 89 sobre 100 en Metacritic basada en 15 comentarios, indicando "aclamación universal". En Rotten Tomatoes, donde tiene un índice de aprobación del 97% entre los críticos sobre la base de 29 comentarios, con un promedio de calificación de 8,7 / 10, el consenso dice lo siguiente: "Con una historia expandida y el enfoque más amplio, Masters of Sex de la segunda temporada mejora a su predecesora ya excepcional".

### Premios y nominaciones
En junio de 2013, la serie fue galardonada, junto con otras cinco personas, con el Premio de la Crítica "Choice Television para nueva serie más emocionante". La serie recibió dos nominaciones para el 2014 Writers Guild of America Awards, como Mejor Nueva Serie y Mejor Drama Episódico para "Piloto". 
Para los 71° Premios Globo de Oro, la serie fue nominada a Mejor Serie Dramática, y Michael Sheen fue nominado al Mejor Drama Actor. Para los 66° Premios Primetime Emmy, Lizzy Caplan recibió una nominación para Mejor Actriz en una Serie Dramática, Beau Bridges recibió una nominación a Mejor Actor Invitado en una Serie Dramática, y Allison Janney ganó por Mejor Actriz Invitada en una serie dramática.

## Difusión internacional
- Canadá: Se estrenó el 29 de septiembre de 2013, en The Movie Network.
- Australia: Se estrenó el 3 de octubre de 2013 en SBS Uno.
- Irlanda: Se estrenó el 4 de octubre de 2013, en RTE 2.
- Reino Unido: Debutó en Canal 4 el 8 de octubre de 2013.
- Nueva Zelanda: Debutó en el Soho el 23 de octubre de 2013.

Actualmente se encuentra disponible en plataformas de TV online.